# Light of Day, Day of Darkness
Light of Day, Day of Darkness è il secondo album in studio del gruppo musicale progressive metal norvegese Green Carnation, pubblicato nel 2002.

## Il disco
Il disco è composto da un'unica traccia della durata di poco superiore ad un'ora, interamente scritta, composta ed arrangiata dal fondatore della band (ed ex bassista degli Emperor) Tchort, il quale ha dedicato la musica a suo figlio nato in quel periodo. Sebbene lo stile si avvicini molto al doom metal, sia in termine di ritmiche che di atmosfere, per la sua complessità e per l'impatto emotivo della composizione, l'album viene spesso annoverato come progressive metal. Per la realizzazione di questo lavoro la formazione norvegese si è avvalsa della collaborazione di diversi musicisti, oltre ad un coro operistico e ad uno composto solo da bambini.

## Tracce
Testi e musiche di Tchort.
1. Light of Day, Day of Darkness – 60:06

## Formazione
Membri del gruppo
- Terje Vik Schei (Tchort) − chitarra elettrica, chitarra acustica
- Bjørn Harstad − chitarra elettrica (principale)
- Stein Roger Sordal − basso
- Anders Kobro − batteria
- Kjetil Nordhus − voce

Membri aggiuntivi
- Endre Kirkesola − organo Hammond, sitar, sintetizzatore, cordofoni
- Bernt A. Moen − cordofoni
- Arvid Thorsen − sassofono
- Synne Soprana − voce femminile
- Roger Rasmussen − voce screaming
- Jan Kenneth T. − voce maschile
- Damien Aleksander (figlio di Tchort) − voce del bambino

Membri coro dell'Opera
- Kjetil Nordhus (tenore)
- Roald Andreas Sandoy (tenore)
- Katinka Sandoy (alto)
- Maren Stakkeland (alto)
- Elise Tverrli (alto)
- Nina Tanggaard (soprano)
- Therese Fanebust (soprano)
- Endre Kirkesola (basso)

Coro dei bambini
- Randesund Barnekor